# Jason Burnett
Jason Burnett (ur. 16 grudnia 1986 w Toronto) — kanadyjski gimnastyk, wicemistrz olimpijski.
Najważniejszym sukcesem zawodnika jest srebrny medal igrzysk olimpijskich w Pekinie w konkurencji skoków na trampolinie.

## Osiągnięcia
| Rok  | Zawody               | Miasto | Miejsce | Konkurencja              | Pkt  |
| ---- | -------------------- | ------ | ------- | ------------------------ | ---- |
| 2008 | Igrzyska olimpijskie | Pekin  | 2       | Trampolina indywidualnie | 40.7 |